# Есна
Есна (на арабски: إسنا; наричан от древните египтяни Иснут или Та-сенет; на гръцки: Λατόπολις Латополис; на латински: Лато) е египетски град, разположен по западното крайбрежие на река Нил, на 55 km южно от Луксор, област Кена. Към 2010 г. населението на града е около 70000 жители. Есна е един от центровете на коптското христианство.
Гръцкото наименование на града (Латополис) означава нилски костур (Lates niloticus), най-голямата от всички 52 вида, обитаващи Нил. Тя се смята тук за свещена риба, спътница на Нейт.
Градът е известен със своите културни забележителности (от времето на древноегипетската цивилизация). На това място корабите преминават реката през шлюзове.
- Пазар в Есна (през нощта)
- Храмът на Кхнум в Есна